# آنتونیو مارینو
آنتونیو مارینو (انگلیسی: Antonio Marino؛ زادهٔ ۹ اوت ۱۹۸۸) بازیکن فوتبال اهل ایتالیا است.
از باشگاه‌هایی که در آن بازی کرده‌است می‌توان به باشگاه فوتبال رجینا، باشگاه فوتبال آسکولی، باشگاه فوتبال لچه، باشگاه فوتبال اودینزه، باشگاه فوتبال ونتزیا، باشگاه فوتبال چیتادلا، باشگاه فوتبال یووه استابیا، و باشگاه فوتبال وارزه اشاره کرد.